# 8682 Kraklingbo
A 8682 Kraklingbo (ideiglenes jelöléssel 1992 ER9) a Naprendszer kisbolygóövében található aszteroida. Az UESAC program keretében fedezték fel 1992. március 2-án.